# Кондушское общество
Ко́ндушское общество — сельское общество, входившее в состав Видлицкой волости Олонецкого уезда Олонецкой губернии.

## Общие сведения
Согласно «Списку населённых мест Олонецкой губернии по сведениям за 1905 год» общество состояло из следующих населённых пунктов:
| № | Населённый пункт    | Расстояние до волостного правления в верстах | Количество семей | Всего жителей |
| - | ------------------- | -------------------------------------------- | ---------------- | ------------- |
| 1 | Пограничные Кондуши | 15                                           | 91               | 467           |
| 2 | Рая-сельга          | 20                                           | 8                | 47            |
| 3 | Кавайно             | 14                                           | 46               | 263           |
| 4 | Кавгозеро           | 12                                           | 24               | 141           |

Волостное правление располагалось в селении Видлицкий погост (Дьячкова гора).
В настоящее время территория общества относится в основном к Питкярантскому району Республики Карелия.